# Dissociação (psicologia)
A dissociação, como um conceito que tem sido desenvolvido ao longo do tempo na psicologia, descreve uma grande variedade de experiências que podem variar desde um leve desapego emocional do entorno imediato, até uma desconexão mais severa das experiências físicas e emocionais. A principal característica de todos os fenômenos dissociativos envolve um distanciamento da realidade, ao invés de uma perda da realidade como na psicose.
Os fenômenos são diagnosticados sob o DSM-5 como um grupo de distúrbios, bem como um sintoma de outros distúrbios, através de várias ferramentas de diagnóstico. Acredita-se que sua causa esteja relacionada a mecanismos neurobiológicos, trauma, ansiedade e drogas psicoativas. Pesquisas ainda relacionaram a dissociação à sugestionabilidade e a hipnose, e está inversamente relacionada à atenção plena, que é um potencial tratamento.

## História
O filósofo e psicólogo francês Pierre Janet (1859—1947) é considerado o autor do conceito de dissociação. Ao contrário de algumas concepções de dissociação, Janet não acreditava que a dissociação fosse uma defesa psicológica.
Os mecanismos de defesa psicológica pertencem à teoria da psicanálise de Sigmund Freud, não à psicologia de Janet. Janet afirmou que a dissociação ocorria apenas em pessoas que tinham uma fraqueza constitucional de funcionamento mental que levava à histeria quando estavam estressadas. Embora seja verdade que muitos dos casos de estudo de Janet descrevem experiências traumáticas, ele nunca considerou a dissociação como uma defesa contra essas experiências. Muito pelo contrário: Janet insistiu que a dissociação era um déficit mental ou cognitivo. Assim, ele considerou o trauma como um dos muitos fatores de estresse que poderiam piorar a já prejudicada "deficiência mental" de um histérico, gerando assim uma cascata de sintomas histéricos (na linguagem de hoje, "dissociativos")
Embora tenha havido grande interesse pela dissociação durante as duas últimas décadas do século XIX (especialmente na França e na Inglaterra), esse interesse diminuiu rapidamente com a chegada do novo século. Até mesmo Janet voltou sua atenção para outros assuntos.
Houve um forte pico no interesse pela dissociação nos Estados Unidos de 1890 a 1910, especialmente em Boston, conforme refletido nas obras de William James, Boris Sidis, Morton Prince e William McDougall. No entanto, mesmo nos Estados Unidos, o interesse pela dissociação rapidamente sucumbiu ao crescente interesse acadêmico pela psicanálise e pelo behaviorismo.
Durante a maior parte do século XX, houve pouco interesse na dissociação. Apesar disso, uma revisão de 76 casos anteriormente publicados dos anos 1790 a 1942 foi publicada em 1944, descrevendo fenômenos clínicos consistentes com o que foi visto por Janet e pelos terapeutas de hoje. Em 1971, Bowers e seus colegas apresentaram um artigo de tratamento detalhado e ainda bastante válido. Os autores deste artigo incluíam os principais pensadores de seu tempo — John G. Watkins (que desenvolveu a terapia do estado do ego) e Zygmunt A. Piotrowski (famoso por seu trabalho no teste de Rorschach). Mais interesse na dissociação foi evocado quando Ernest Hilgard (1977) publicou sua teoria da neodissociação na década de 1970. Durante as décadas de 1970 e 1980, um número crescente de médicos e pesquisadores escreveu sobre dissociação, particularmente sobre o transtorno de personalidade múltipla.
Carl Jung descreveu as manifestações patológicas de dissociação como casos especiais ou extremos do funcionamento normal da psique. Essa dissociação estrutural, tensão oposta e hierarquia de atitudes e funções básicas na consciência individual normal é a base dos Tipos Psicológicos de Jung. Ele teorizou que a dissociação é uma necessidade natural da consciência para operar em uma faculdade sem ser prejudicada pelas exigências de seu oposto.
A atenção à dissociação como característica clínica vem crescendo nos últimos anos à medida que o conhecimento sobre o transtorno de estresse pós-traumático (TEPT) aumentou, devido ao interesse no transtorno dissociativo de identidade (TDI) e à medida que pesquisas em neuroimagem e estudos populacionais mostram sua relevância.
Historicamente, o conceito psicopatológico de dissociação também tem outra raiz diferente: a conceituação de Eugen Bleuler, que analisa a dissociação relacionada à esquizofrenia.

## Diagnóstico
A dissociação é comumente exibida em um contínuo. Em casos leves, a dissociação pode ser considerada como um mecanismo de enfrentamento ou mecanismo de defesa na busca de dominar, minimizar ou tolerar o estresse — incluindo tédio ou conflito. No final não patológico do contínuo, a dissociação descreve eventos comuns, como devaneios. Mais adiante no contínuo estão os estados alterados de consciência não patológicos.
A dissociação mais patológica envolve transtornos dissociativos, incluindo fuga dissociativa e transtorno de despersonalização com ou sem alterações na identidade pessoal ou senso de si mesmo. Essas alterações podem incluir: uma sensação de que o "eu" ou o mundo é irreal (despersonalização e desrealização), uma perda de memória (amnésia), o esquecimento da identidade ou a assunção de um novo "eu" (fuga) e fluxos separados de consciência, identidade e o "eu" (transtorno dissociativo de identidade, anteriormente denominado transtorno de personalidade múltipla) e transtorno de estresse pós-traumático complexo. Embora algumas rupturas dissociativas envolvam amnésia, outros eventos dissociativos não envolvem. Os transtornos dissociativos são tipicamente experimentados como intrusões surpreendentes e autônomas nas formas usuais de resposta ou funcionamento da pessoa. Devido à sua natureza inesperada e em grande parte inexplicável, eles tendem a ser bastante perturbadores.
Os transtornos dissociativos às vezes são desencadeados por trauma, mas podem ser precedidos apenas por estresse, substâncias psicoativas ou um gatilho não identificável. A CID-10 classifica o transtorno de conversão como um transtorno dissociativo. O Manual Diagnóstico e Estatístico de Transtornos Mentais agrupa todos os transtornos dissociativos em uma única categoria e reconhece a dissociação como um sintoma de transtorno de estresse agudo, transtorno de estresse pós-traumático e transtorno de personalidade borderline.
O diagnóstico errado é comum entre as pessoas que apresentam sintomas de transtornos dissociativos, com uma média de sete anos para receber o diagnóstico e tratamento adequados. Pesquisas estão em andamento sobre etiologias, sintomatologia e ferramentas de diagnóstico válidas e confiáveis. Na população geral, as experiências dissociativas que não são clinicamente significativas são altamente prevalentes, com 60% a 65% dos entrevistados indicando que tiveram algumas experiências dissociativas.

### Manual Diagnóstico e Estatístico de Transtornos Mentais
Os diagnósticos listados no DSM-5 são transtorno dissociativo de identidade, amnésia dissociativa, transtorno de despersonalização/desrealização, outro transtorno dissociativo especificado e transtorno dissociativo não especificado. A lista de transtornos dissociativos disponíveis listados no DSM-5 mudou do DSM-IV-TR, pois os autores removeram o diagnóstico de fuga dissociativa, classificando-o como um subtipo de amnésia dissociativa. Além disso, os autores reconheceram a desrealização no mesmo nível diagnóstico de despersonalização com a oportunidade de diferenciação entre as duas.
O DSM-IV-TR considera sintomas como despersonalização, desrealização e amnésia psicogênica como características centrais dos transtornos dissociativos. O DSM-5 carregava esses sintomas e os descrevia como positivos e negativos. Os sintomas positivos incluem intrusões indesejadas que alteram a continuidade das experiências subjetivas, o que explica os dois primeiros sintomas listados anteriormente com a adição de fragmentação da identidade. Os sintomas negativos incluem perda de acesso à informação e funções mentais que normalmente são de fácil acesso, o que descreve amnésia.

### Dissociação peritraumática
A dissociação peritraumática é considerada a dissociação que é experimentada durante e imediatamente após um evento traumático. Pesquisas relacionadas ao seu desenvolvimento, sua importância e sua relação com trauma, transtornos dissociativos e predição do desenvolvimento de TEPT estão em andamento.

### Medidas
Duas das ferramentas de triagem mais usadas na comunidade são a Escala de Experiências Dissociativas e o Inventário de Dissociação Multiescala.  Enquanto isso, a Entrevista Clínica Estruturada para o DSM-IV – Transtornos Dissociativos (SCID-D) e sua segunda iteração, a SCID-DR, são entrevistas semiestruturadas e são consideradas ferramentas diagnósticas psicometricamente fortes.
Outras ferramentas incluem o Office Mental Status Examination (OMSE), que é usado clinicamente devido à subjetividade inerente e à falta de uso quantitativo. Há também o Dissociative Disorders Interview Schedule (DDSI), que carece de clareza substantiva para diagnósticos diferenciais.
A dissociação peritraumática é medida por meio da Escala Dissociativa Peritraumática.

## Etiologia

### Mecanismo neurobiológico
Pesquisas preliminares sugerem que eventos indutores de dissociação e drogas como cetamina e convulsões geram atividade rítmica lenta (1-3 Hz) nos neurônios da camada 5 do córtex posteromedial em humanos (córtex retroesplenial em camundongos). Essas oscilações lentas desconectam outras regiões do cérebro da interação com o córtex posteromedial, o que pode explicar a experiência geral de dissociação.

### Trauma
A dissociação tem sido descrita como uma constelação de sintomas experimentados por algumas vítimas de múltiplas formas de trauma infantil, incluindo abuso físico, psicológico e sexual. Isso é apoiado por estudos que sugerem que a dissociação está correlacionada com uma história de trauma.
A dissociação parece ter uma alta especificidade e uma baixa sensibilidade para ter uma história autorrelatada de trauma, o que significa que a dissociação é muito mais comum entre aqueles que estão traumatizados, mas ao mesmo tempo há muitas pessoas que sofreram trauma, mas que não apresentam sintomas dissociativos.
A dissociação de adultos, quando combinada com uma história de abuso infantil e transtorno de estresse pós-traumático relacionado à violência interpessoal, demonstrou contribuir para distúrbios no comportamento dos pais, como a exposição de crianças pequenas à mídia violenta. Tal comportamento pode contribuir para ciclos de violência familiar e trauma.
Os sintomas de dissociação resultantes do trauma podem incluir despersonalização, entorpecimento psicológico, desengajamento ou amnésia em relação aos eventos do abuso. Foi levantada a hipótese de que a dissociação pode fornecer um mecanismo de defesa temporariamente eficaz em casos de trauma grave; no entanto, a longo prazo, a dissociação está associada à diminuição do funcionamento e ajuste psicológico.
Outros sintomas às vezes encontrados junto com a dissociação em vítimas de abuso traumático (muitas vezes referido como "sequelas de abuso") incluem ansiedade, TEPT, baixa autoestima, somatização, depressão, dor crônica, disfunção interpessoal, abuso de substâncias, automutilação e ideação ou ações suicidas. Esses sintomas podem levar a vítima a apresentar os sintomas como a fonte do problema.
O abuso infantil, especialmente o abuso crônico iniciado em idades precoces, tem sido relacionado a altos níveis de sintomas dissociativos em uma amostra clínica, incluindo amnésia para memórias de abuso. Também se viu que as meninas que sofreram abusos durante sua infância tiveram maior pontuação de dissociação do que os meninos que relataram a dissociação durante sua infância. Uma amostra não clínica de mulheres adultas associou níveis elevados de dissociação ao abuso sexual por uma pessoa significativamente mais velha antes dos 15 anos, e a dissociação também foi correlacionada com uma história de abuso físico e sexual na infância. Quando o abuso sexual é examinado, os níveis de dissociação aumentam junto com a gravidade do abuso.
Um artigo de revisão de 2012 sustenta a hipótese de que traumas atuais ou recentes podem afetar a avaliação de um indivíduo sobre o passado mais distante, alterando a experiência do passado e resultando em estados dissociativos.

### Substâncias psicoativas
As drogas psicoativas muitas vezes podem induzir um estado de dissociação temporária. As substâncias com propriedades dissociativas incluem cetamina, óxido nitroso, álcool, tiletamina, anfetamina, dextrometorfano, MK-801, PCP, metoxetamina, sálvia, muscimol, atropina, ibogaína e minociclina.

## Correlações

### Hipnose e sugestionabilidade
Há evidências que sugerem que a dissociação está correlacionada com a sugestionabilidade hipnótica, especificamente com sintomas dissociativos relacionados ao trauma. No entanto, a relação entre dissociação e sugestionabilidade hipnótica parece ser complexa e indica que mais pesquisas são necessárias.
Aspectos da hipnose incluem absorção, dissociação, sugestionabilidade e disposição para receber instruções comportamentais de outras pessoas. Tanto a sugestionabilidade hipnótica quanto a dissociação tendem a ser menos conscientes, e a hipnose é usada como uma modalidade de tratamento para dissociação, ansiedade, dor crônica, trauma e muito mais. Diferença entre hipnose e dissociação: uma é sugerida, imposta pelo próprio ou por outro, o que significa que a dissociação é geralmente uma alteração mais espontânea da consciência.

### Atenção plena e meditação
A atenção plena e a meditação mostraram uma relação inversa especificamente com a dissociação relacionada à reexperiência do trauma devido à falta de consciência presente inerente à dissociação. Os episódios de reexperiência podem incluir qualquer coisa entre ilusões, distorções na realidade percebida e desconexão do momento presente. Acredita-se que a natureza da dissociação como enfrentamento de evitação ou mecanismo de defesa relacionado ao trauma inibe a resolução e a integração.
A atenção plena e a meditação também podem alterar o estado de consciência do momento presente; no entanto, ao contrário da dissociação, ela é usada clinicamente para trazer maior consciência ao estado atual de ser de um indivíduo. Elas conseguem isso por meio do aumento da capacidade de autorregular a atenção, a emoção e a excitação fisiológica, manter a continuidade da consciência e adotar uma abordagem aberta e curiosa para a experiência presente. Na prática, a consciência não julgadora mostrou uma relação positiva com sintomas mais baixos de prevenção do TEPT, o que pode estar relacionado a maiores oportunidades de sucesso com a terapia de exposição e redução dos sintomas de TEPT de hipervigilância, reexperiência e supergeneralização de medos.
Ao usar a atenção plena e a meditação com pessoas que expressam sintomas de trauma, é crucial estar ciente dos possíveis gatilhos de trauma, como o foco na respiração. Muitas vezes, uma sessão de meditação começará com atenção focada e passará para monitoramento aberto. Com sintomas de trauma grave, pode ser importante iniciar o treinamento de meditação e uma sessão individual na consciência periférica, como os membros. Além disso, os sobreviventes de traumas frequentemente relatam sentir-se entorpecidos como uma proteção contra os ativadores e lembretes de trauma, que muitas vezes são dolorosos, tornando uma boa prática iniciar todos os treinamentos nos membros como uma exposição gradual às sensações corporais. Fazer isso também aumentará o apego físico ao momento presente e a sensação de enfrentamento, aumentando assim a tolerância a lembretes de trauma e diminuindo a necessidade e o uso da dissociação.

## Tratamento
Ao receber o tratamento, os pacientes são avaliados para descobrir seu nível de funcionamento. Alguns pacientes podem ter um nível de funcionamento superior a outros. Isto é levado em consideração ao criar os potenciais alvos de tratamento de um paciente. Para iniciar o tratamento, o tempo é dedicado a aumentar o nível mental e as ações adaptativas do paciente, a fim de obter um equilíbrio tanto em sua ação mental quanto comportamental. Uma vez alcançado este objetivo, o próximo é trabalhar na remoção ou minimização da fobia criada pelas memórias traumáticas, que está causando a dissociação do paciente. A etapa final do tratamento inclui ajudar os pacientes a lidar com sua dor para seguir em frente e ser capaz de se envolver em suas próprias vidas. Isso é feito com o uso de novas habilidades de enfrentamento adquiridas através do tratamento. Uma habilidade de enfrentamento que pode melhorar a dissociação é a atenção plena devido à introdução de permanecer na consciência presente enquanto observa sem julgamento e aumenta a capacidade de regular as emoções. Especificamente em adolescentes, a atenção plena demonstrou reduzir a dissociação após praticá-la por três semanas.